# Estrée (Pas-de-Calais)
Pour l’article homonyme, voir Estrée (Saint-Denis).
Pour les articles ayant des titres homophones, voir Estrées.
Estrée est une commune française située dans le département du Pas-de-Calais en région Hauts-de-France. Ses habitants sont appelés les Estréens.
La commune fait partie de la communauté d'agglomération des Deux Baies en Montreuillois qui regroupe 46 communes et compte 65 760 habitants en 2021.

## Géographie

### Localisation
Localisée dans le sud-ouest du département du Pas-de-Calais, Estrée est une commune de la vallée de la Course située, à vol d'oiseau, à 4 km au nord de la commune de Montreuil-sur-Mer (chef-lieu d'arrondissement) et à 15 km à l'est des plages de la Côte d'Opale.
Le territoire de la commune est limitrophe de ceux de quatre communes.
Les communes limitrophes sont Montcavrel, Neuville-sous-Montreuil, Aix-en-Issart et Estréelles.

### Géologie et relief
La superficie de la commune est de 4,47 km2 ; son altitude varie de 6  à   116 m.

### Hydrographie
Le territoire de la commune est situé dans le bassin Artois-Picardie.
La commune est traversée par la Course, un cours d'eau d'une longueur de 24,72 km, affluent droit du fleuve côtier la Canche. La Course prend sa source dans la commune de Doudeauville et se jette dans la Canche au niveau de la commune d'Attin.
Deux autres petits cours d'eau courent sur le territoire de la commune :
- le Vitrouval, d'une longueur de 2,59 km, qui prend sa source dans la commune et termine sa course au niveau de la commune de Marles-sur-Canche[5] ;

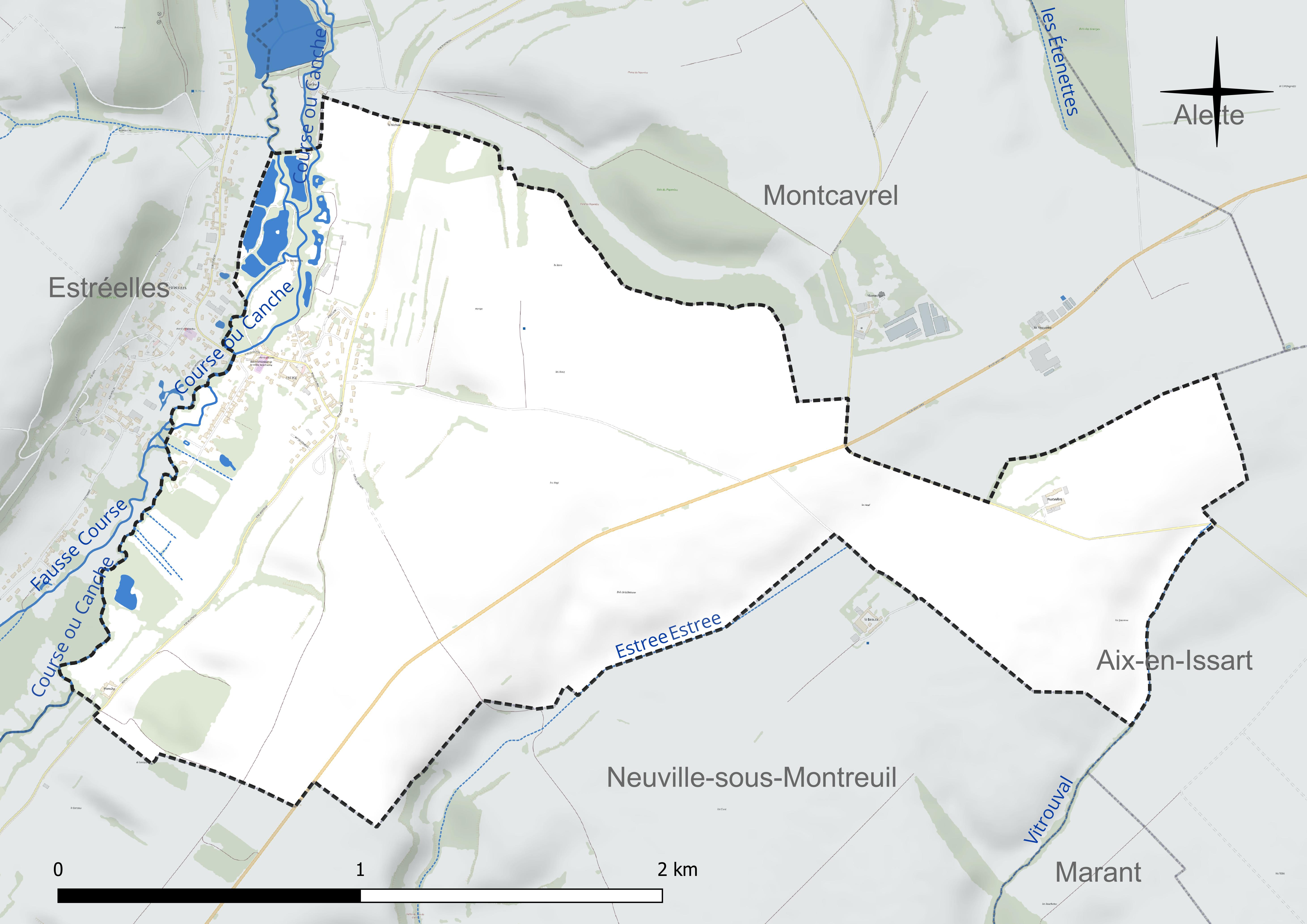
Réseau hydrographique d'Estrée.

- l'Estrée, d'une longueur de 1,01 km, qui prend sa source dans la commune de Neuville-sous-Montreuil et termine sa course au niveau de la commune[6].

### Climat
Pour des articles plus généraux, voir Climat des Hauts-de-France et Climat du Pas-de-Calais.
En 2010, le climat de la commune est de type climat océanique franc, selon une étude du CNRS s'appuyant sur une série de données couvrant la période 1971-2000. En 2020, Météo-France publie une typologie des climats de la France métropolitaine dans laquelle la commune est exposée à un climat océanique et est dans la région climatique Côtes de la Manche orientale, caractérisée par un faible ensoleillement (1 550 h/an) ; forte humidité de l’air (plus de 20 h/jour avec humidité relative > 80 % en hiver), vents forts fréquents.
Pour la période 1971-2000, la température annuelle moyenne est de 10,4 °C, avec une amplitude thermique annuelle de 12,6 °C. Le cumul annuel moyen de précipitations est de 881 mm, avec 13 jours de précipitations en janvier et 8,2 jours en juillet. Pour la période 1991-2020, la température moyenne annuelle observée sur la station météorologique la plus proche, située sur la commune du Touquet-Paris-Plage à 14 km à vol d'oiseau, est de 11,2 °C et le cumul annuel moyen de précipitations est de 888,8 mm,. Pour l'avenir, les paramètres climatiques de la commune estimés pour 2050 selon différents scénarios d'émission de gaz à effet de serre sont consultables sur un site dédié publié par Météo-France en novembre 2022.

### Paysages
Pour un article plus général, voir Paysage en France.
La commune est située dans le « paysage montreuillois » tel que défini dans l’Atlas des paysages de la région Nord-Pas-de-Calais, conçu par la direction régionale de l'Environnement, de l'Aménagement et du Logement (DREAL),. Ce paysage, qui concerne 98 communes, se délimite : à l’ouest par des falaises qui, avec le recul de la mer, ont donné naissance aux bas-champs ourlées de dunes ; au nord par la boutonnière du Boulonnais ; au sud par le vaste plateau formé par la vallée de l’Authie, et à l’est par les paysages du Ternois et de Haut-Artois. Ce paysage régional, avec, dans son axe central, la vallée de la Canche et ses nombreux affluents comme la Course, la Créquoise, la Planquette…, offre une alternance de vallées et de plateaux, appelée « ondulations montreuilloises ». Dans ce paysage, et plus particulièrement sur les plateaux, on cultive la betterave sucrière, le blé et le maïs, et les plateaux entre la Ternoise et la Créquoise sont couverts de vastes massifs forestiers comme la forêt d'Hesdin, les bois de Fressin, Sains-lès-Fressin, Créquy….

### Milieux naturels et biodiversité

#### Zones naturelles d'intérêt écologique, faunistique et floristique
L’inventaire des zones naturelles d'intérêt écologique, faunistique et floristique (ZNIEFF) a pour objectif de réaliser une couverture des zones les plus intéressantes sur le plan écologique, essentiellement dans la perspective d’améliorer la connaissance du patrimoine naturel national et de fournir aux différents décideurs un outil d’aide à la prise en compte de l’environnement dans l’aménagement du territoire.
Le territoire communal comprend une ZNIEFF de type 1 : la vallée de la Course à l'aval d'Enquin-sous-Baillon. Le périmètre de la ZNIEFF présente un réseau hydrographique complexe associant plusieurs cours d’eau (Course, Bimoise, Baillons, rivière des Fontaines…) et de nombreuses sources, ainsi que des plans d’eau d’origine artificielle (ballastières, cressonnières, piscicultures, mares de chasse).
Et une ZNIEFF de type 2 : la vallée de la Course. Elle se situe dans le pays de Montreuil et plus précisément dans l’entité paysagère des ondulations montreuilloises.

Carte des ZNIEFF de type 1 et 2 sur la commune
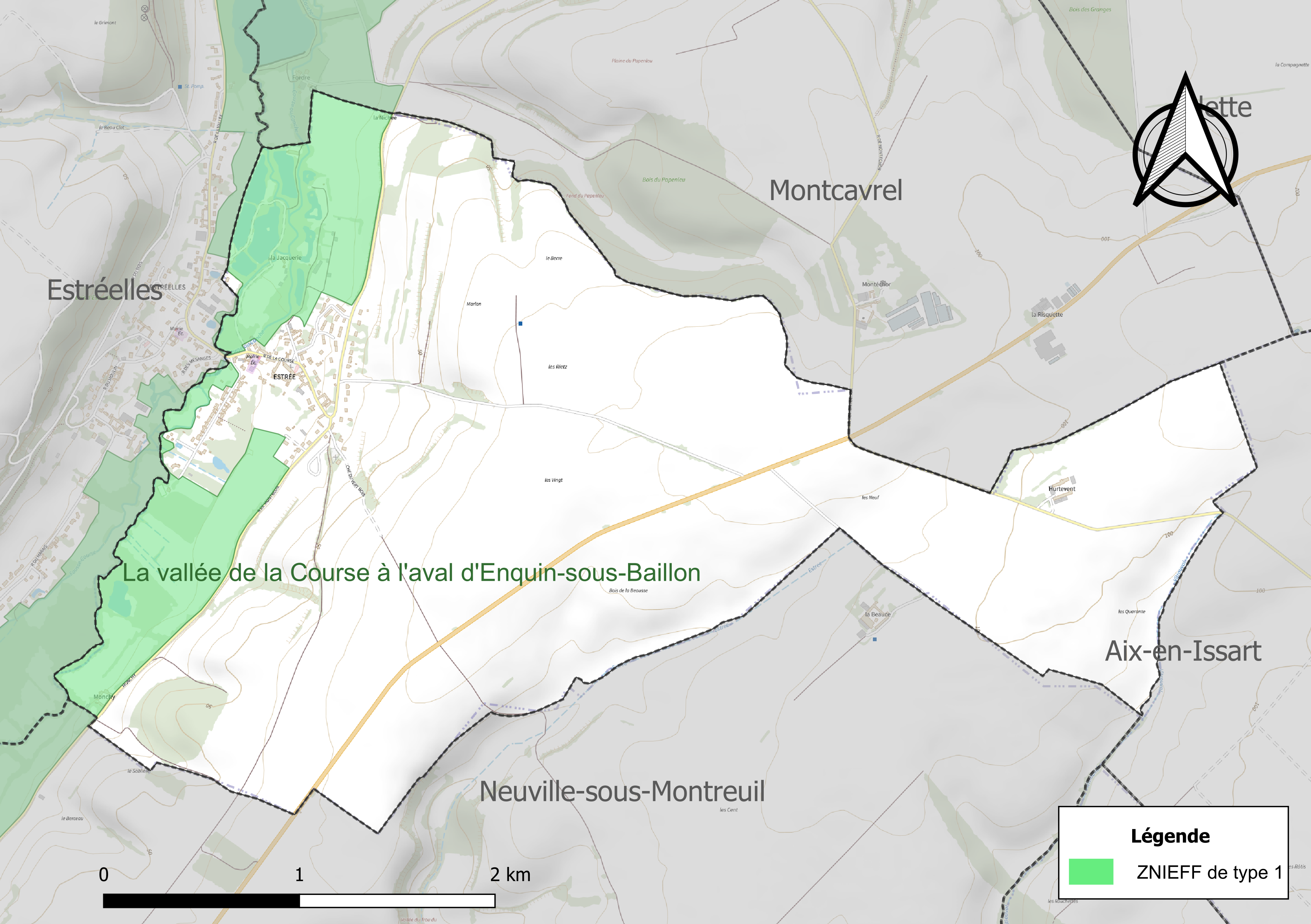
Carte de la ZNIEFF de type 1 sur la commune.
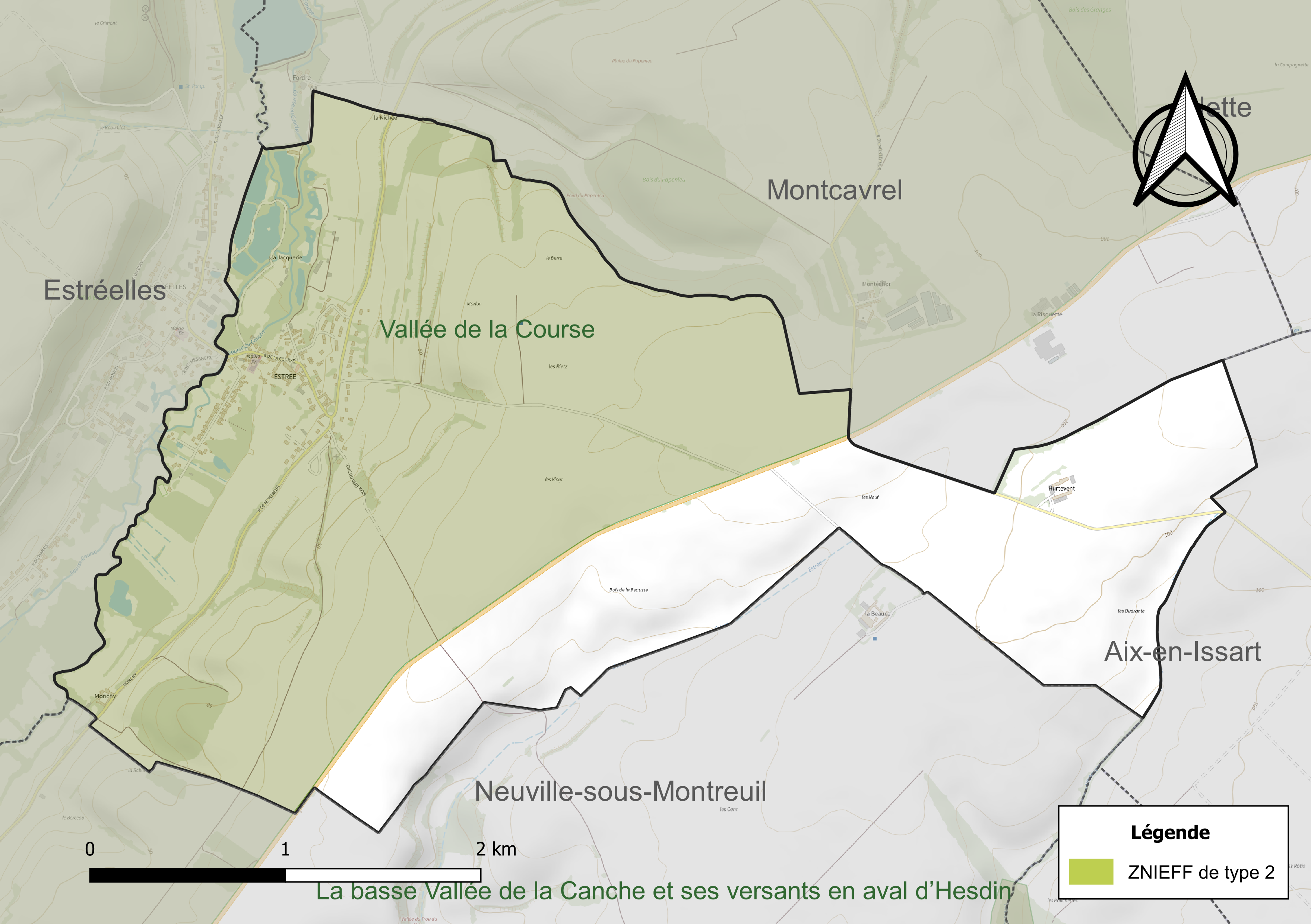
Carte de la ZNIEFF de type 2 sur la commune.

## Urbanisme

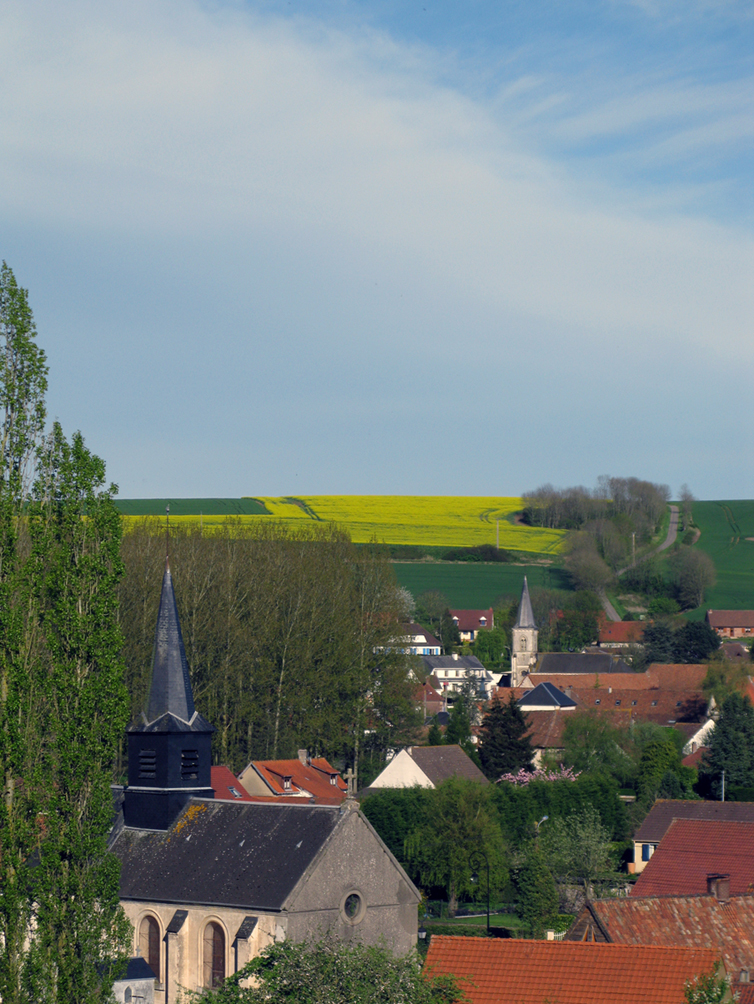
Estrée et Estréelles.

### Typologie
Au 1er janvier 2024, Estrée est catégorisée commune rurale à habitat dispersé, selon la nouvelle grille communale de densité à sept niveaux définie par l'Insee en 2022.
Elle est située hors unité urbaine et hors attraction des villes,.

### Occupation des sols
L'occupation des sols de la commune, telle qu'elle ressort de la base de données européenne d’occupation biophysique des sols Corine Land Cover (CLC), est marquée par l'importance des territoires agricoles (94,7 % en 2018), une proportion identique à celle de 1990 (94,7 %). La répartition détaillée en 2018 est la suivante : 
terres arables (87,2 %), prairies (6,7 %), zones urbanisées (4,4 %), forêts (0,9 %), zones agricoles hétérogènes (0,8 %). L'évolution de l’occupation des sols de la commune et de ses infrastructures peut être observée sur les différentes représentations cartographiques du territoire : la carte de Cassini (XVIIIe siècle), la carte d'état-major (1820-1866) et les cartes ou photos aériennes de l'IGN pour la période actuelle (1950 à aujourd'hui).

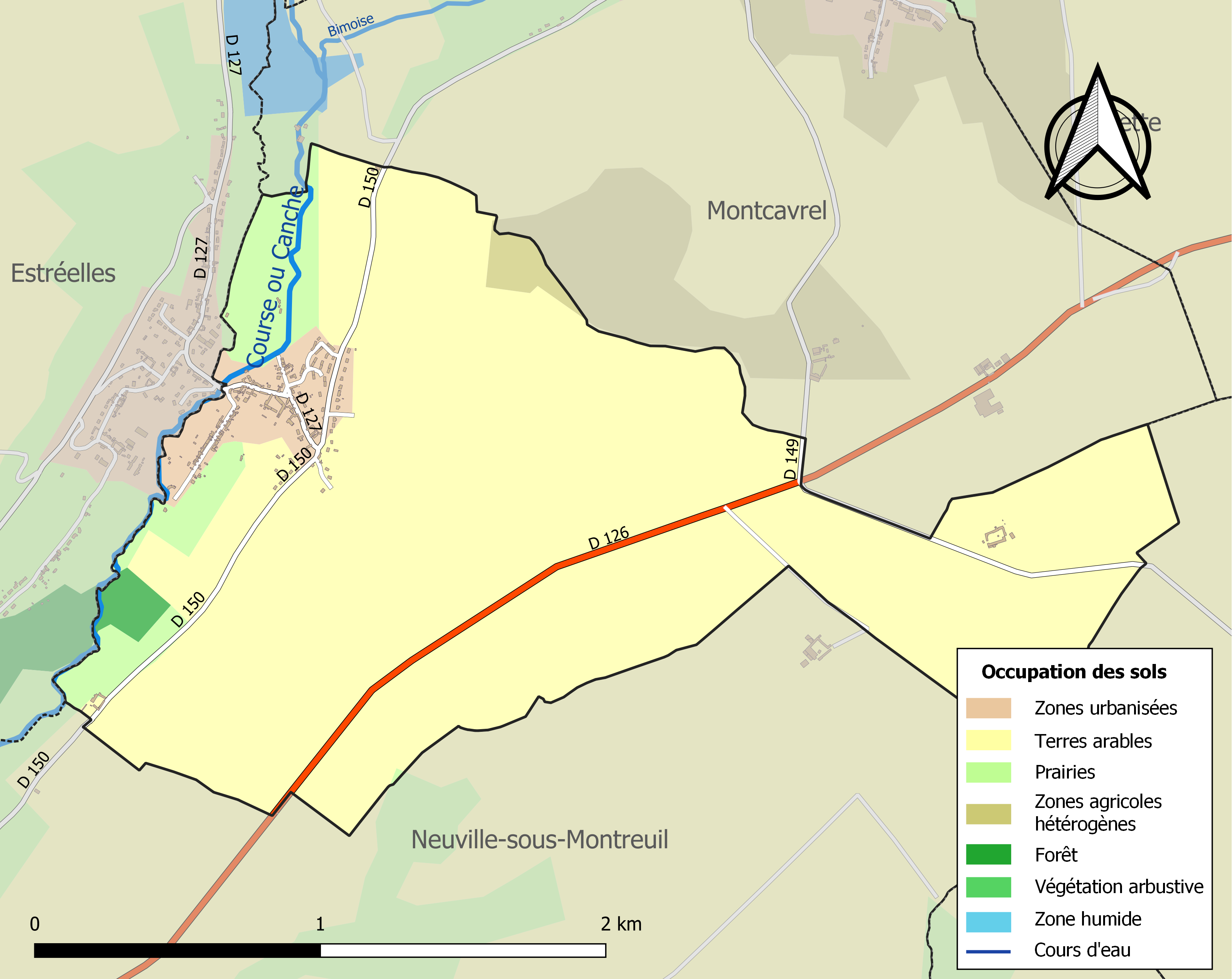
Carte des infrastructures et de l'occupation des sols de la commune en 2018 (CLC).

### Voies de communication et transports

#### Voies de communication
La commune est desservie par les routes départementales D 126 et D 150.

#### Transport ferroviaire
La commune se trouve à 5 km, au nord, de la gare de Montreuil-sur-Mer, située sur la ligne de Saint-Pol-sur-Ternoise à Étaples, desservie par des trains TER Hauts-de-France.

### Risques naturels et technologiques

#### Risque inondation
À la suite du passage des tempêtes Ciarán, Domingos et Elisa et des inondations et coulées de boue qui se sont produites, la commune est reconnue, par arrêté du 14 novembre 2023, en état de catastrophe naturelle pour inondations et coulées de boue sur la période du 2 au 12 novembre 2023, comme 179 autres communes du département.

## Toponymie

### Attestations anciennes
Le nom de la localité est attesté sous les formes Stratae en 1224 ; L'Estrée en 1257 ; Estrées en 1260 ; Straitae et Estrées-en-Estrailes en 1298 ; Estrées-emprès-Monsterueil au XIVe siècle) ; Destrées-sur-Canche en 1430 ; Estrées supra Cantiam vers 1512 ; Étrée en 1725 ; Estré au XVIIIe siècle ; Estrée en 1789, Estrée en 1793 ; Etrée et Estrée depuis 1801.

### Étymologie
Le nom Estrées est un terme d'ancien français, issu du latin strata (via), qui désignait une « voie couverte de pierres plates », par opposition à rupta (via) > route. Il s'est conservé dans la plupart des langues romanes (cf. l'italien et le roumain strada) et a été emprunté par le germanique (cf. l'anglais street, l'allemand Straße et le néerlandais straat). Le mot estrée a disparu du français à la fin du Moyen Âge, mais il demeure dans un grand nombre de toponymes, particulièrement dans le nord de la France, signalant la proximité d'une voie romaine.

## Histoire
Estrée est située sur la voie romaine allant d'Amiens à Boulogne-sur-Mer ou via Agrippa de l'Océan.
Estrée, Recques-sur-Course, Cormont sont citées dans une donation faite à l'abbaye Saint-Bertin de Saint-Omer par un riche héritier de la noble famille des Steneland dans une charte du 28 mars 857.
Une des grandes familles du Boulonnais provenait d'Estrée. Elle avait pour armes : « d'argent fretté de sable, au chef d'or chargé de trois merlettes de sable ». Estrée était parfois dénommée Estrée Noire pour la distinguer d'Estrée-Blanche. Jean d'Estrée était sénéchal et premier baron du Boulonnais en 1576.

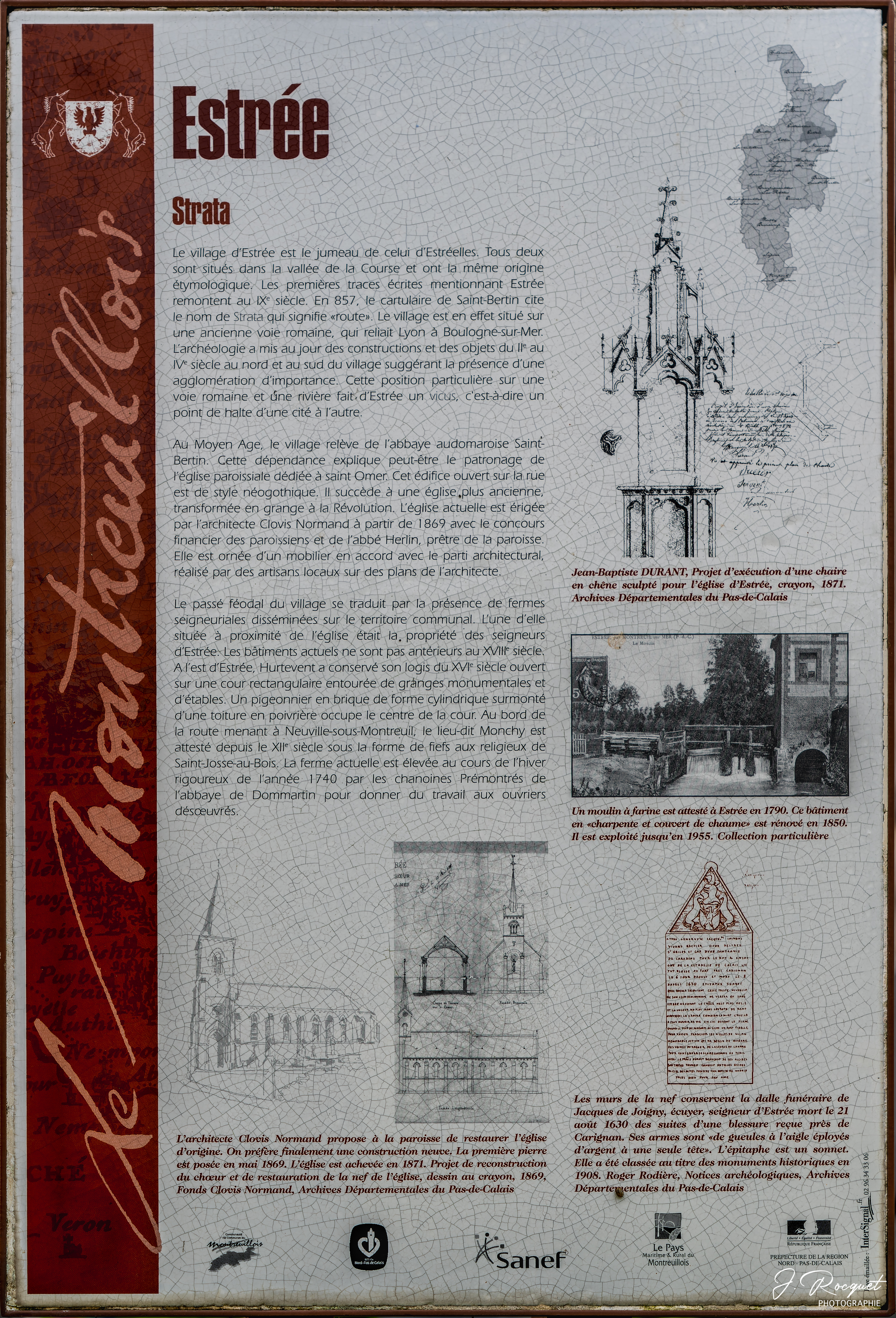
Le panneau d'information.

Un panneau émaillé destiné au public est installé à proximité de l'église Saint-Omer. Voici l'essentiel du texte qui y figure :

« Estrée
Strata
Le village d'Estrée est le jumeau de celui d'Estréelles. Tous deux sont situés dans la vallée de la Course et ont la même origine étymologique. Les premières traces écrites mentionnant Estrée remontent au IXe siècle. En 857, le cartulaire de Saint-Bertin cite le nom de Strata qui signifie «route». Le village est en effet situé sur une ancienne voie romaine, qui reliait Lyon a Boulogne sur-Mer. L'archéologie a mis au jour des constructions et des objets du IIe au IVe siècle au nord et au sud du village suggérant la présence d'une agglomération d'importance. Cette position particulière sur une voie romaine et une rivière fait d'Estrée un vicus c’est a dire un point de halte d'une cité à l'autre.

Au Moyen Âge, le village relève de l'abbaye audomaroise Saint Bertin. Cette dépendance explique peut-être le patronage de l’église paroissiale dédiée a saint Omer. Cet édifice ouvert sur la rue est de style néogothique. Il succède à une église plus ancienne transformée en grange à la Révolution. L'église actuelle est érigée par l’architecte Clovis Normand à partir de 1869 avec le concours financier des paroissiens et de l'abbé Herlin, prêtre de la paroisse. Elle est ornée d'un mobilier en accord avec le parti architectural, réalisé par des artisans locaux sur des plans de l'architecte.

Le passé féodal du-village se traduit par la présence de fermes seigneuriales disséminées sur le territoire communal. L’une d’elle [sic] située a proximité de l’église était la propriété des seigneurs
d'Estrée. Les bâtiments actuels ne sont pas antérieurs au XVIIIe siècle. A l’est d’Estrée, Hurtevent a conservé son logis du XVIe siècle ouvert sur une cour rectangulaire entourée de granges monumentales et d'étables. Un pigeonnier en brique de forme cylindrique surmonté d'une toiture en poivrière occupe le centre de la cour. Au bord de la route menant à Neuville-sous-Montreuil le  lieu-dit Monchy est attesté depuis le XIIe siècle sous la forme de fiefs aux religieux de Saint-Josse -au-Bois. La ferme actuelle est élevée au cours de l'hiver rigoureux de l'année 1740 par les chanoines Prémontrés de l'abbaye de Dommartin pour donner du travail aux ouvriers désœuvrés. »

## Politique et administration

### Découpage territorial
La commune se trouve dans l'arrondissement de Montreuil du département du Pas-de-Calais, depuis 1801.

#### Commune et intercommunalités
Estrées était membre de la communauté de communes du Montreuillois, un établissement public de coopération intercommunale (EPCI) à fiscalité propre créé en 2001 et auquel la commune avait transféré un certain nombre de ses compétences, dans les conditions déterminées par le code général des collectivités territoriales.
Dans le cadre des dispositions de la loi portant nouvelle organisation territoriale de la République du 7 août 2015, qui prévoit que les établissements publics de coopération intercommunale (EPCI) à fiscalité propre doivent avoir un minimum de 15 000 habitants, cette intercommunalité a fusionné avec sa voisine pour former, le 1er janvier 2017, la communauté d'agglomération des Deux Baies en Montreuillois dont est désormais membre la commune.

#### Circonscriptions administratives
La commune faisait partie depuis 1801 du canton d'Étaples. Dans le cadre du redécoupage cantonal de 2014 en France, cette circonscription administrative territoriale a disparu, et le canton n'est plus qu'une circonscription électorale.
Pour les élections départementales, la commune fait partie depuis 2014 du canton de Berck

#### Circonscriptions électorales
Pour l'élection des députés, la commune fait partie de la quatrième circonscription du Pas-de-Calais.

### Élections municipales et communautaires

#### Liste des maires
| Période                                  | Période                       | Identité      | Étiquette | Qualité                                                                        |
| ---------------------------------------- | ----------------------------- | ------------- | --------- | ------------------------------------------------------------------------------ |
| Les données manquantes sont à compléter. |                               |               |           |                                                                                |
| mars 2001                                | mai 2020                      | Daniel Jumez, | DVD       | Retraité du secteur de l’après-vente automobile Réélu pour le mandat 2014-2020 |
| mai 2020                                 | En cours (au 2 décembre 2020) | Marc Briet    |           | Médecin                                                                        |

## Équipements et services publics

### Enseignement
La commune est située dans l'académie de Lille et dépend, pour les vacances scolaires, de la zone B.
La commune administre l'école élémentaire de La vallée de la Course en regroupement pédagogique intercommunal (RPI 83).

### Justice, sécurité, secours et défense
La commune dépend du tribunal de proximité de Montreuil-sur-Mer, du conseil de prud'hommes de Boulogne-sur-Mer, du tribunal judiciaire de Boulogne-sur-Mer, de la cour d'appel de Douai, du tribunal de commerce de Boulogne-sur-Mer, du tribunal administratif de Lille, de la cour administrative d'appel de Douai, du pôle nationalité du tribunal judiciaire de Boulogne-sur-Mer et du tribunal pour enfants de Boulogne-sur-Mer.

## Population et société

### Démographie
Les habitants de la commune sont appelés les Estréens.

#### Évolution démographique
L'évolution du nombre d'habitants est connue à travers les recensements de la population effectués dans la commune depuis 1793. Pour les communes de moins de 10 000 habitants, une enquête de recensement portant sur toute la population est réalisée tous les cinq ans, les populations de référence des années intermédiaires étant quant à elles estimées par interpolation ou extrapolation. Pour la commune, le premier recensement exhaustif entrant dans le cadre du nouveau dispositif a été réalisé en 2008.

En 2022, la commune comptait 296 habitants, en évolution de +2,42 % par rapport à 2016 (Pas-de-Calais : −0,72 %, France hors Mayotte : +2,11 %).
| 1793 | 1800 | 1806 | 1821 | 1831 | 1836 | 1841 | 1846 | 1851 |
| ---- | ---- | ---- | ---- | ---- | ---- | ---- | ---- | ---- |
| 142  | 132  | 153  | 151  | 183  | 191  | 172  | 182  | 178  |

| 1856 | 1861 | 1866 | 1872 | 1876 | 1881 | 1886 | 1891 | 1896 |
| ---- | ---- | ---- | ---- | ---- | ---- | ---- | ---- | ---- |
| 180  | 171  | 203  | 200  | 214  | 173  | 161  | 194  | 201  |

| 1901 | 1906 | 1911 | 1921 | 1926 | 1931 | 1936 | 1946 | 1954 |
| ---- | ---- | ---- | ---- | ---- | ---- | ---- | ---- | ---- |
| 200  | 218  | 234  | 204  | 170  | 168  | 174  | 169  | 156  |

| 1962 | 1968 | 1975 | 1982 | 1990 | 1999 | 2006 | 2008 | 2013 |
| ---- | ---- | ---- | ---- | ---- | ---- | ---- | ---- | ---- |
| 158  | 155  | 137  | 237  | 274  | 276  | 299  | 305  | 294  |

| 2018 | 2022 | - | - | - | - | - | - | - |
| ---- | ---- | - | - | - | - | - | - | - |
| 291  | 296  | - | - | - | - | - | - | - |

#### Pyramide des âges
En 2018, le taux de personnes d'un âge inférieur à 30 ans s'élève à 35,1 %, soit en dessous de la moyenne départementale (36,7 %). À l'inverse, le taux de personnes d'âge supérieur à 60 ans est de 28,8 % la même année, alors qu'il est de 24,9 % au niveau départemental.
En 2018, la commune comptait 139 hommes pour 152 femmes, soit un taux de 52,23 % de femmes, légèrement supérieur au taux départemental (51,5 %).
Les pyramides des âges de la commune et du département s'établissent comme suit.
| Hommes | Classe d’âge | Femmes |
| ------ | ------------ | ------ |
| 0,0    | 90 ou +      | 0,0    |
| 3,6    | 75-89 ans    | 4,6    |
| 25,2   | 60-74 ans    | 24,3   |
| 15,1   | 45-59 ans    | 15,8   |
| 20,1   | 30-44 ans    | 21,1   |
| 18,0   | 15-29 ans    | 13,2   |
| 18,0   | 0-14 ans     | 21,1   |

| Hommes | Classe d’âge | Femmes |
| ------ | ------------ | ------ |
| 0,5    | 90 ou +      | 1,6    |
| 5,6    | 75-89 ans    | 8,9    |
| 16,7   | 60-74 ans    | 18,1   |
| 20,2   | 45-59 ans    | 19,2   |
| 18,9   | 30-44 ans    | 18,1   |
| 18,2   | 15-29 ans    | 16,2   |
| 19,9   | 0-14 ans     | 17,9   |

### Manifestations culturelles et festivités
La commune participe à la manifestation « Les étincelles de la vallée de la Course », qui se déroule chaque année à la mi-août dans quinze villages de la vallée et où les visiteurs découvrent les illuminations et les animations de la vallée,.

## Économie

### Revenus de la population et fiscalité
En 2021, la commune compte 123 ménages fiscaux, regroupant 308 personnes.
Le revenu fiscal médian par ménage de la commune est de 22 100 €, supérieur à celui du département du Pas-de-Calais (20 720 €) et inférieur à celui de la France métropolitaine (23 080 €). La commune compte 123 ménages fiscaux, regroupant 308 personnes,,.

## Culture locale et patrimoine

### Lieux et monuments
- L'église Saint-Omer : construite pendant la seconde moitié du XIXe siècle, elle est dédiée à saint Omer. Les vitraux du chœur sont l'œuvre de A. Bergès, peintre-vitrailliste à Toulouse dans la seconde moitié du XIXe siècle. La statuaire est typique du style de l'époque.

Vues extérieures.
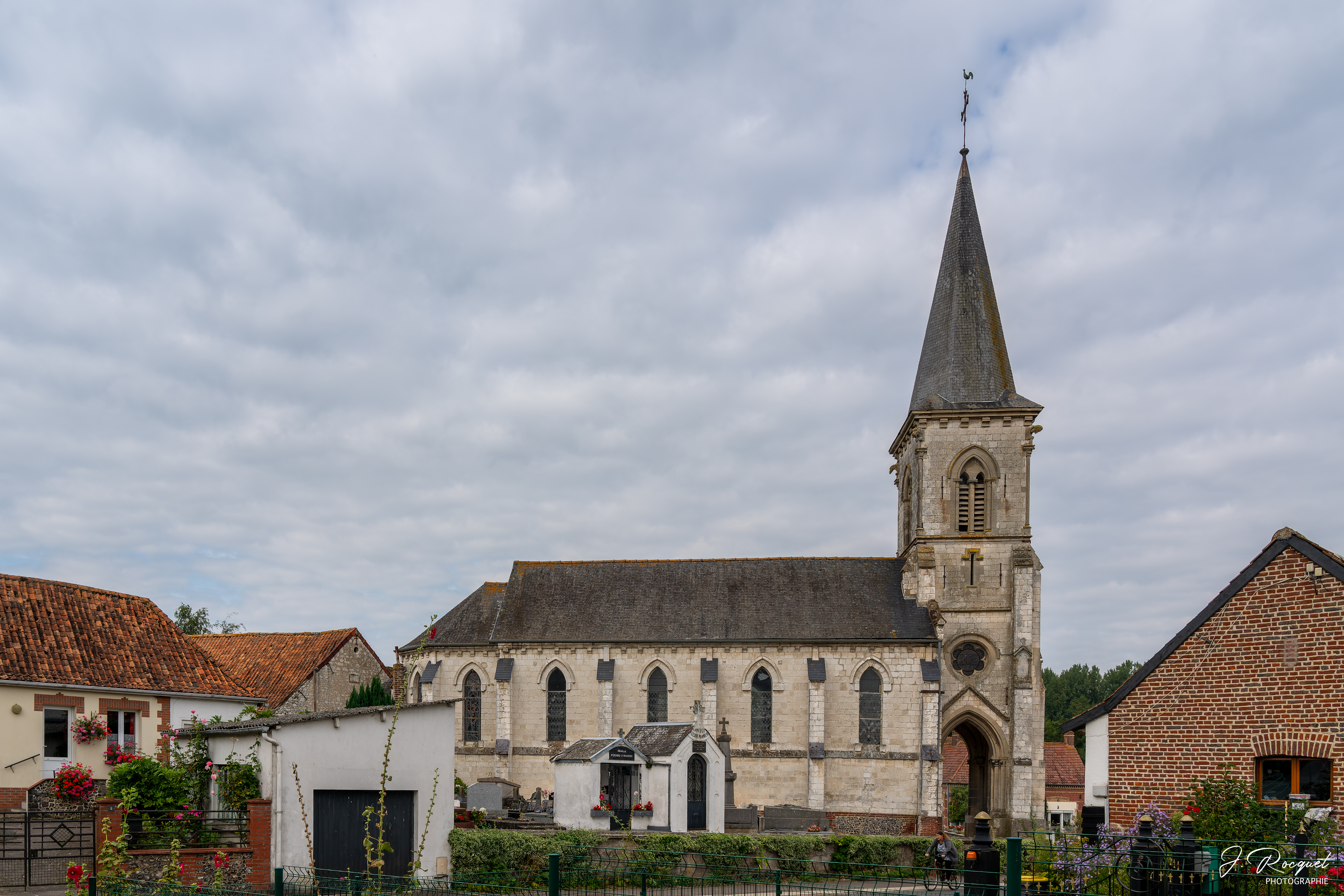
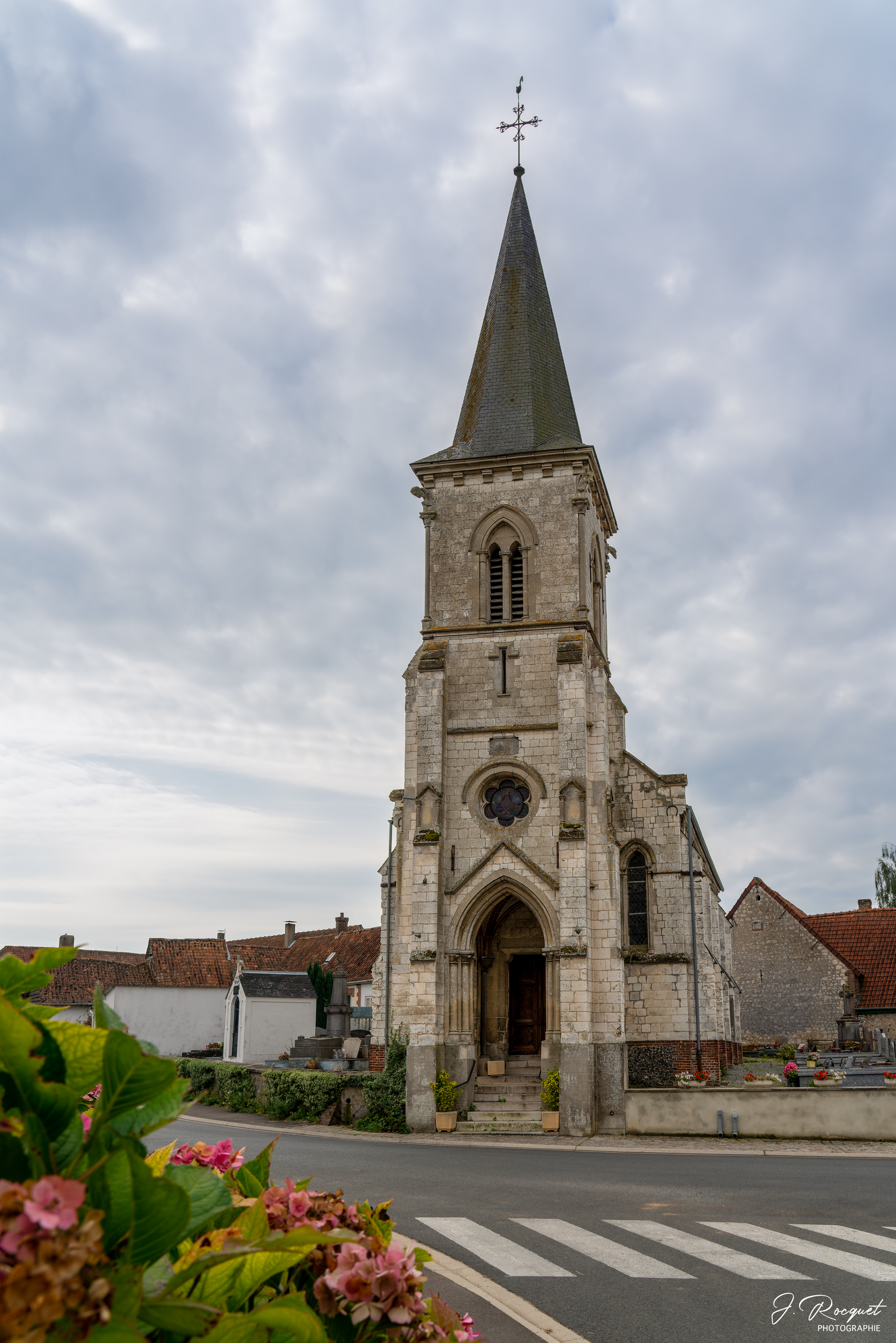
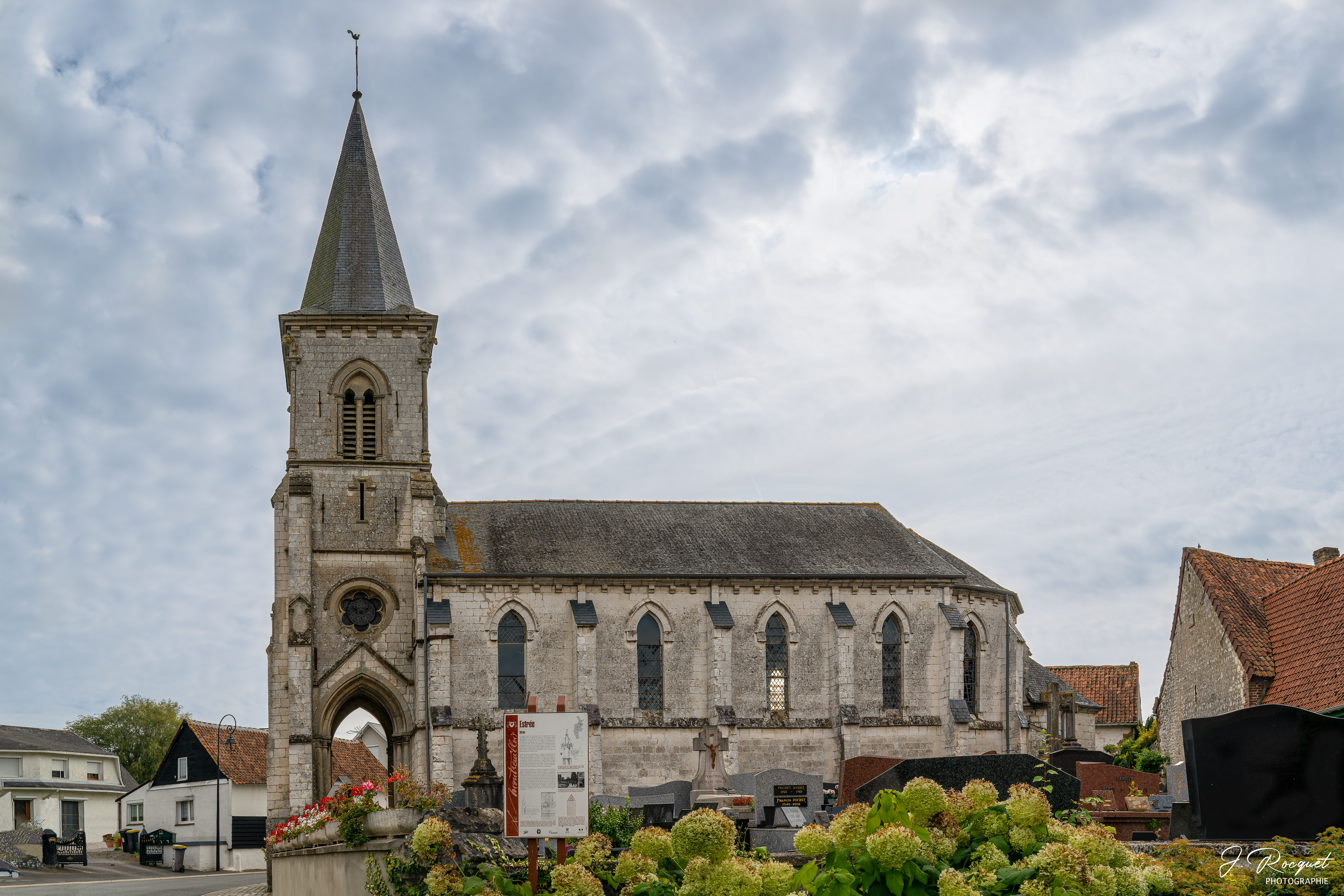

Vues intérieures
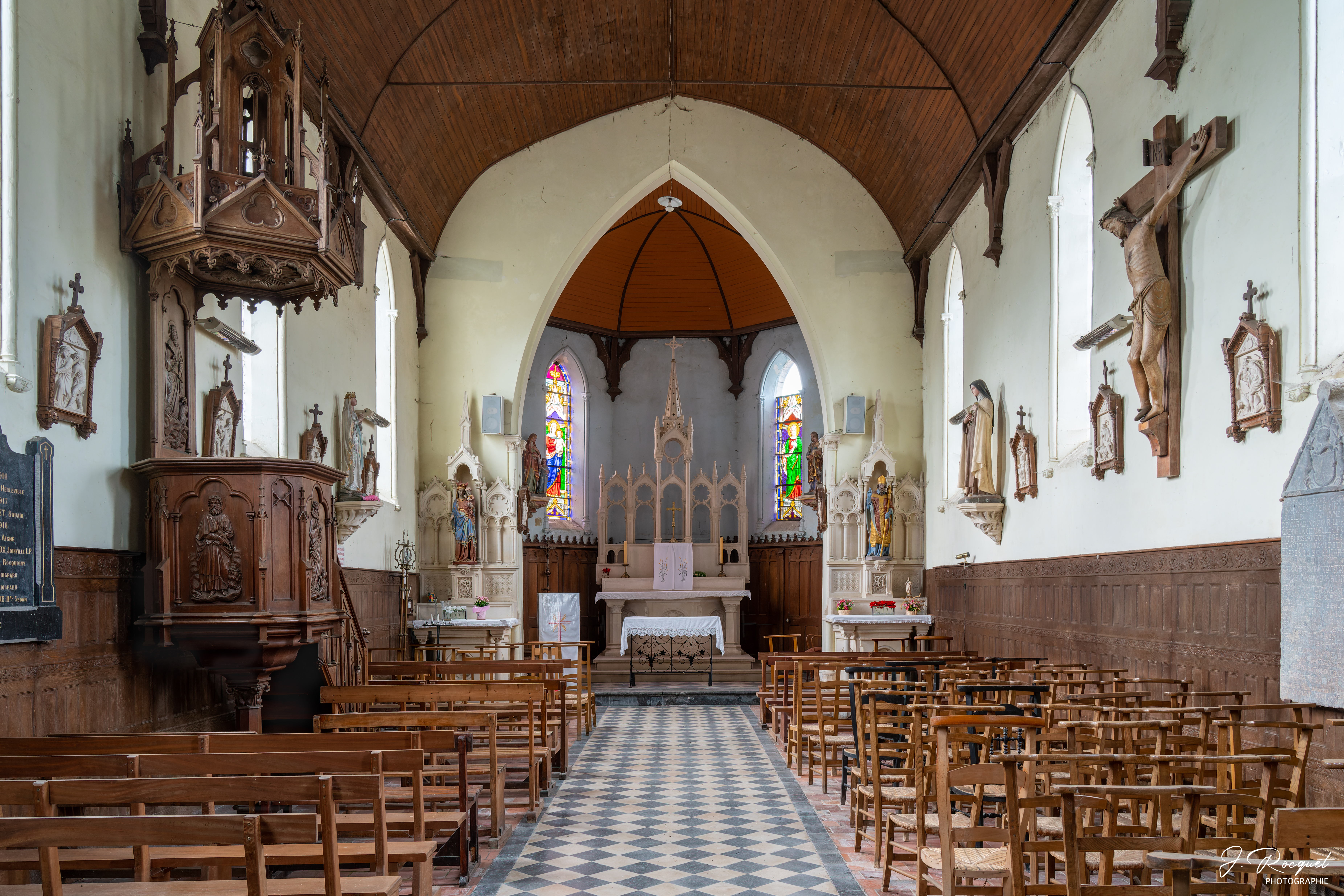
La nef et le chœur.
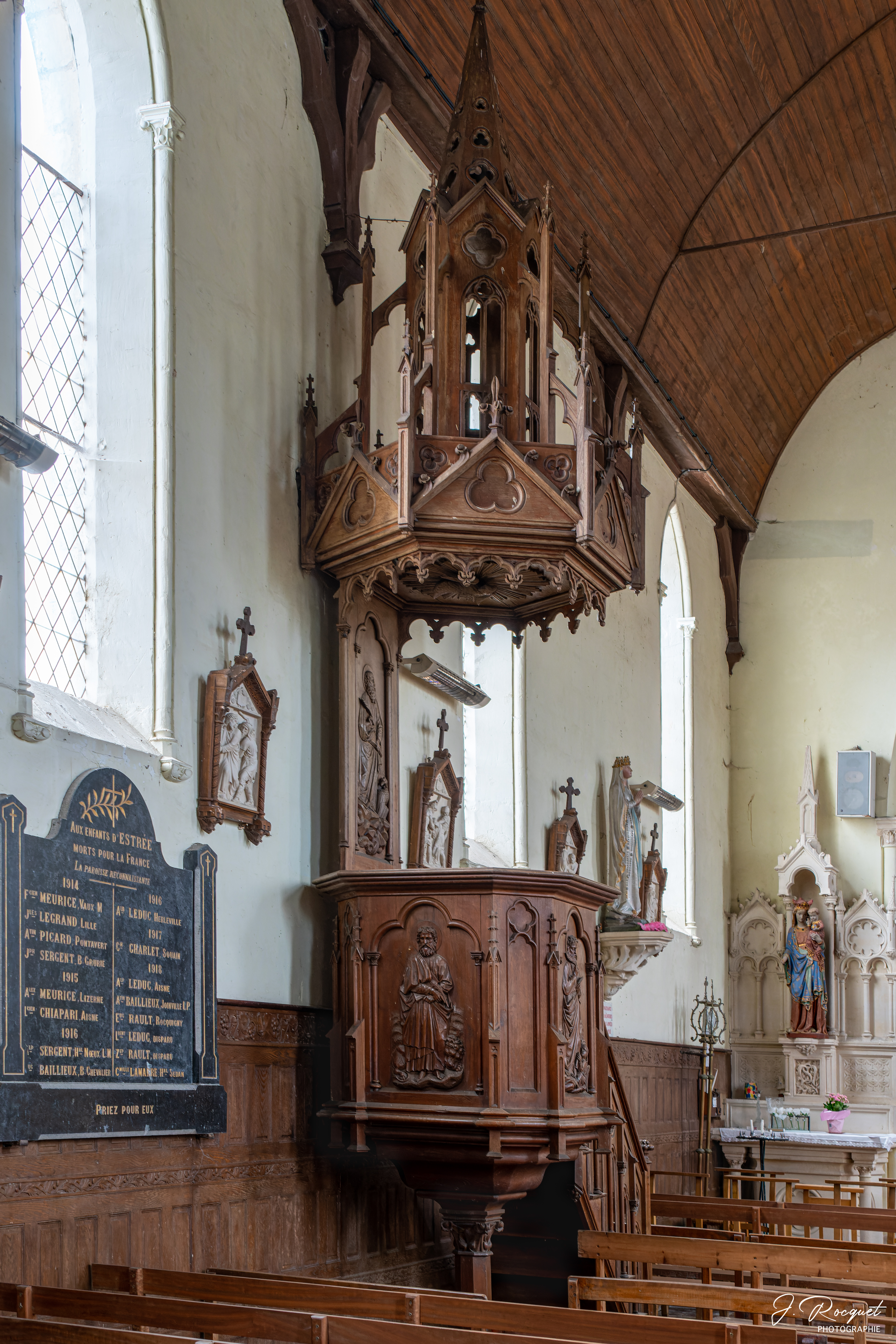
Chaire à prêcher[43].
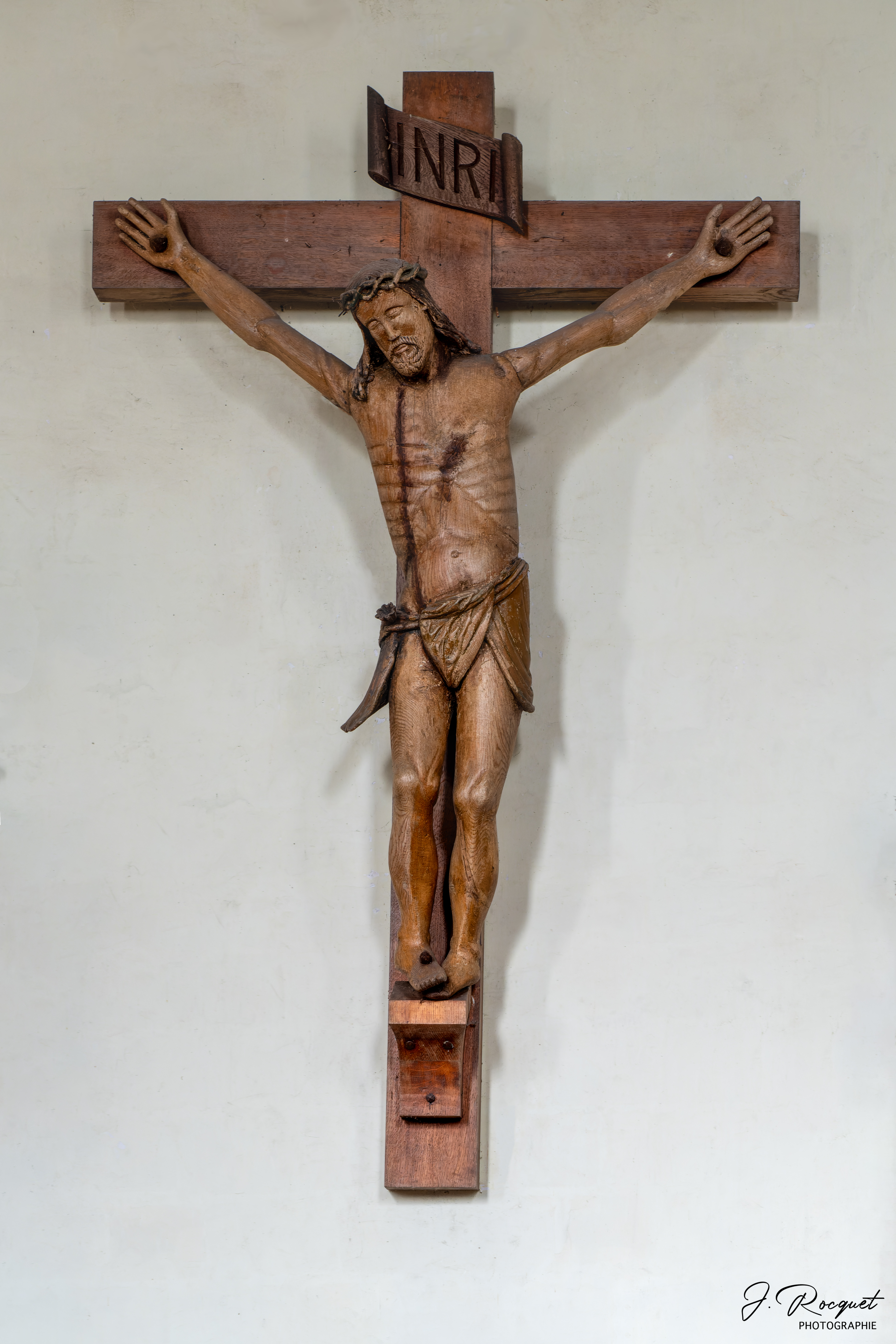
Christ en croix[44].

Les vitraux du chœur
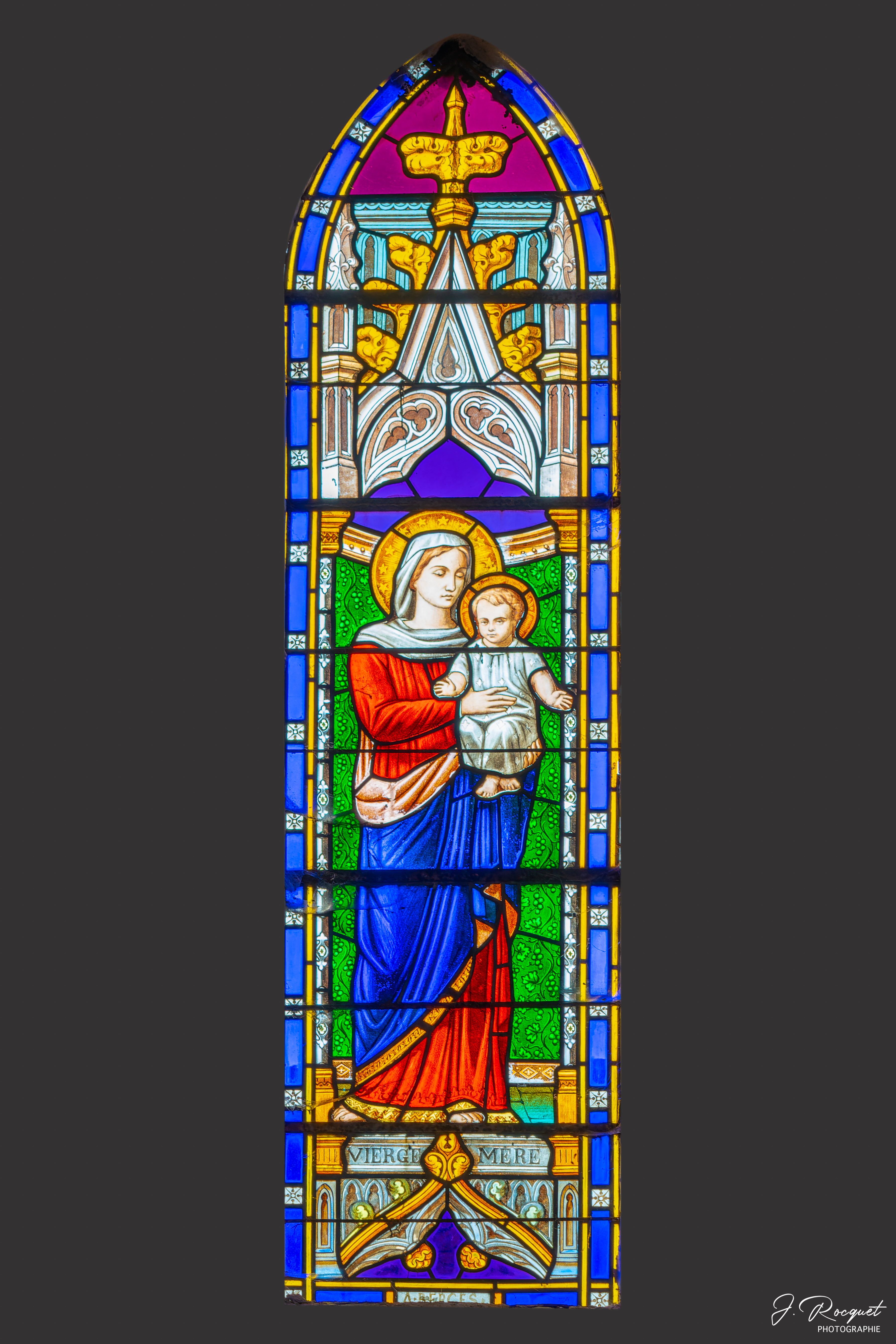
Vierge à l'Enfant.
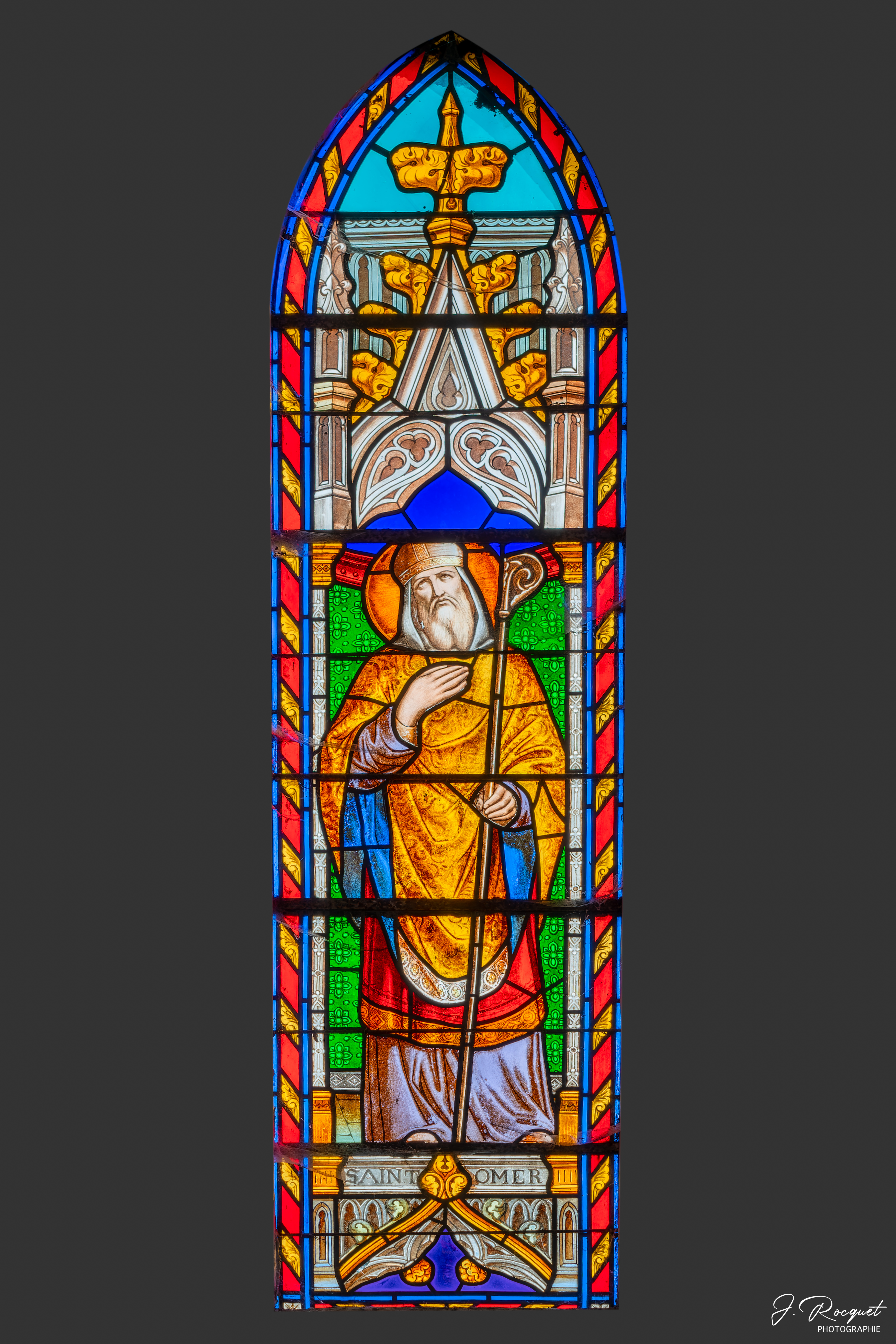
Saint Omer.
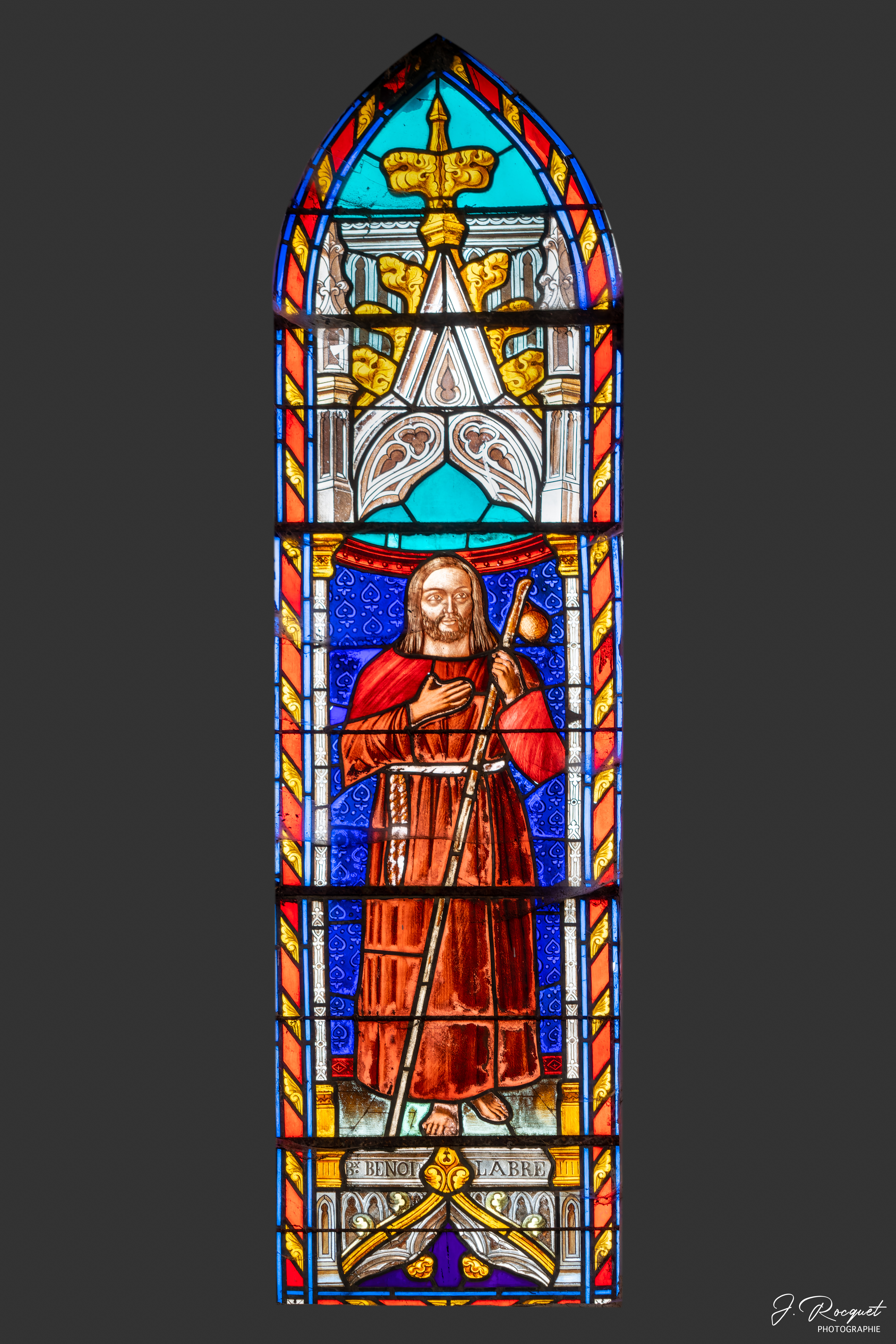
Saint Benoît-Joseph Labre.
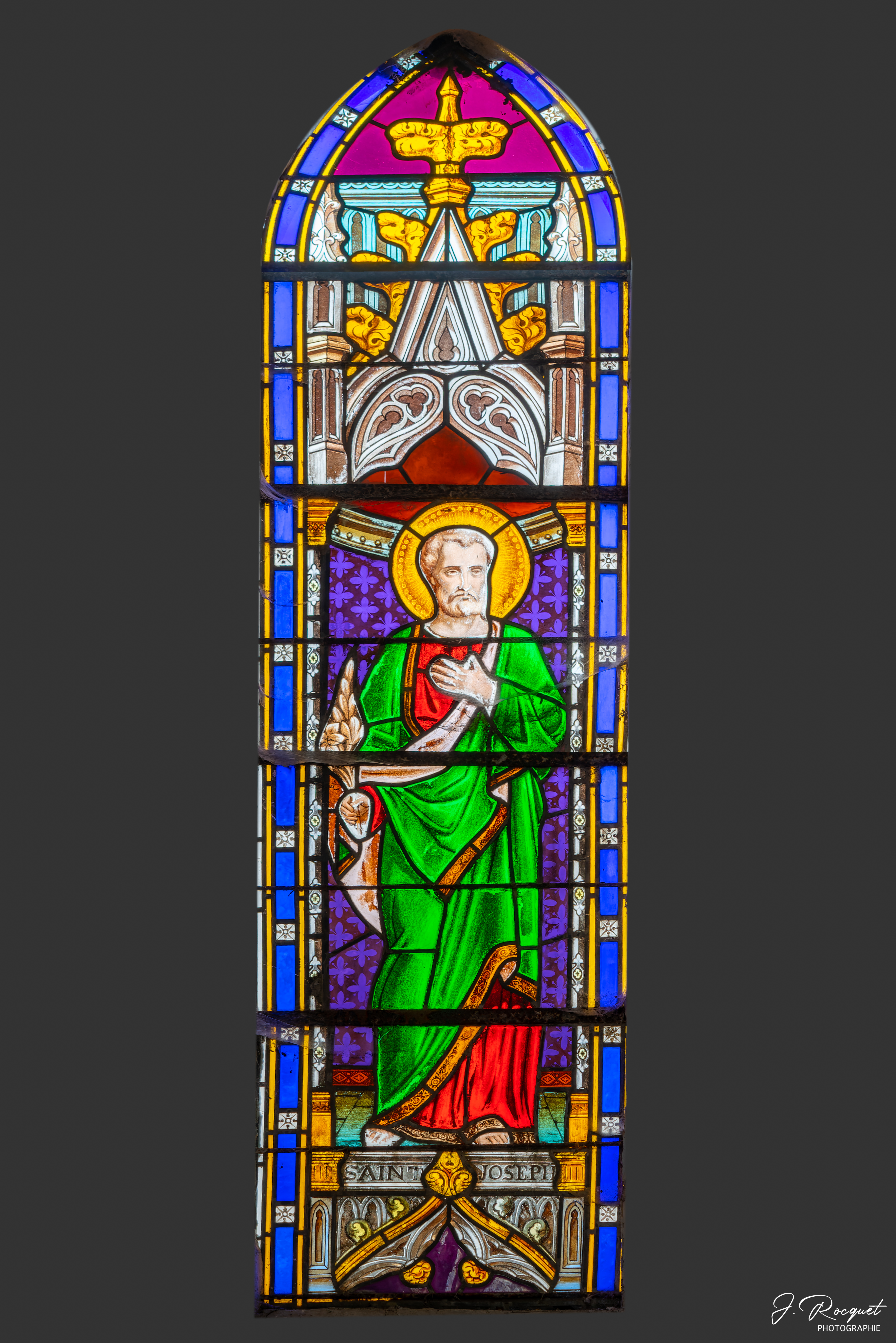
Saint Joseph[45].

Quelques statues
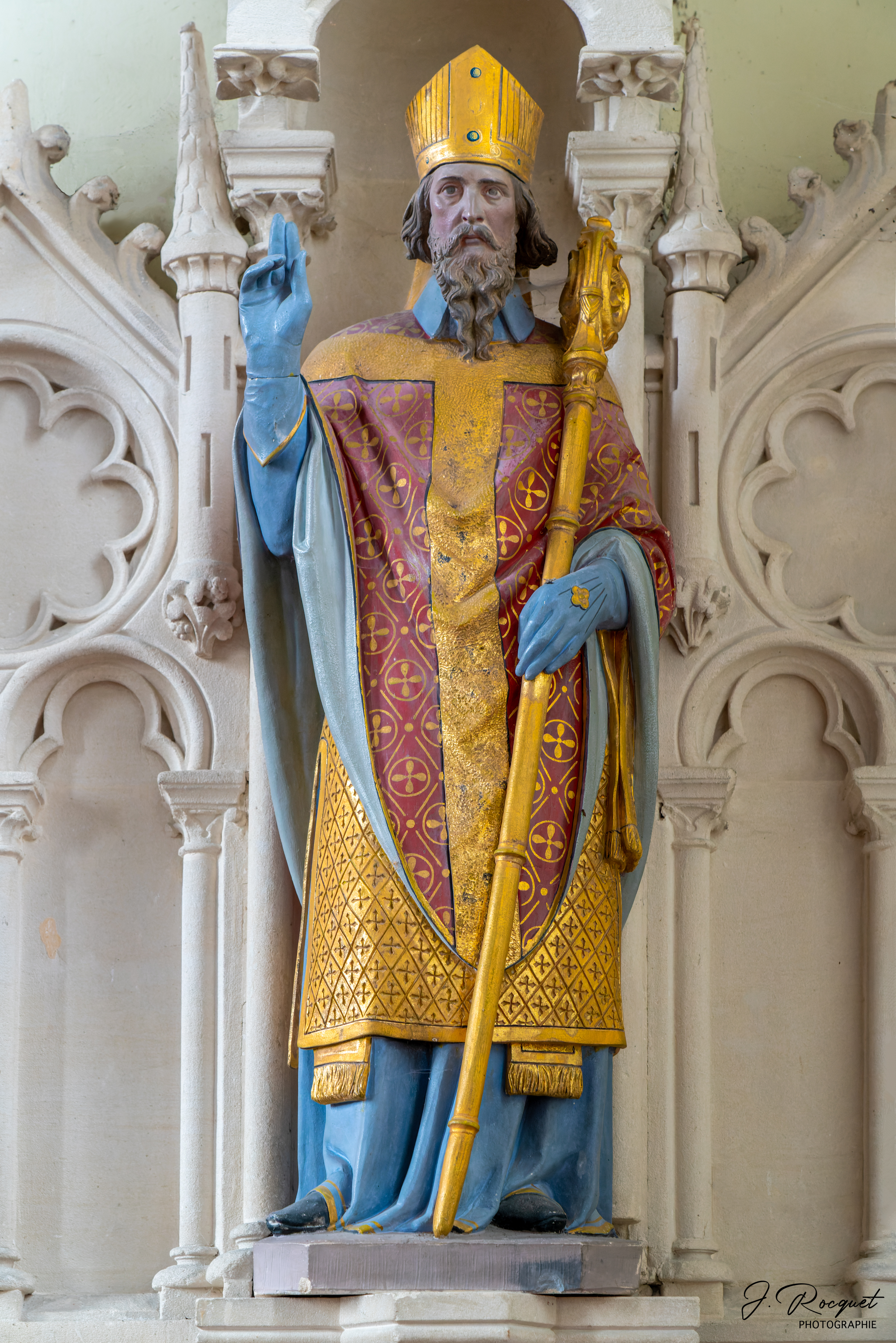
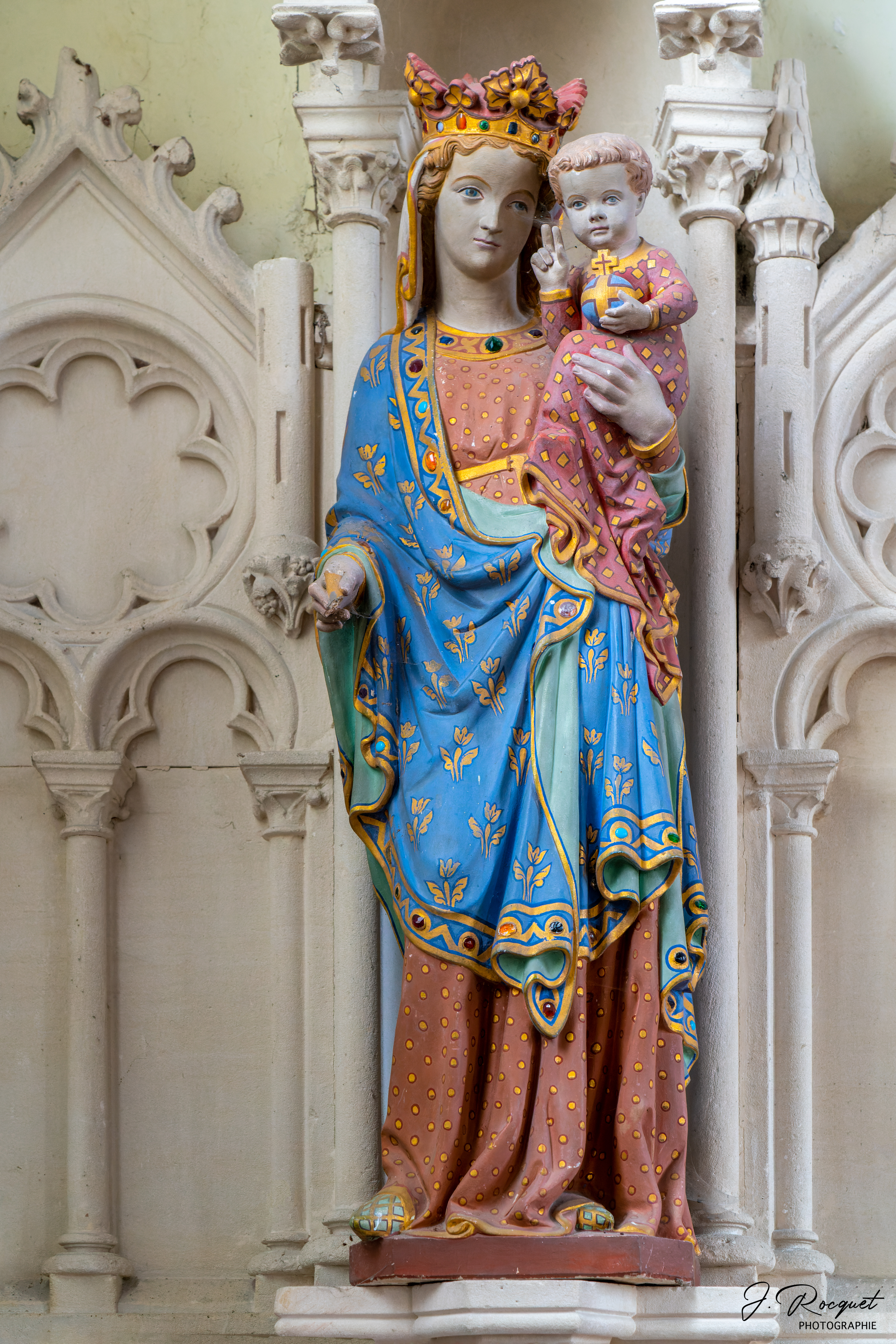
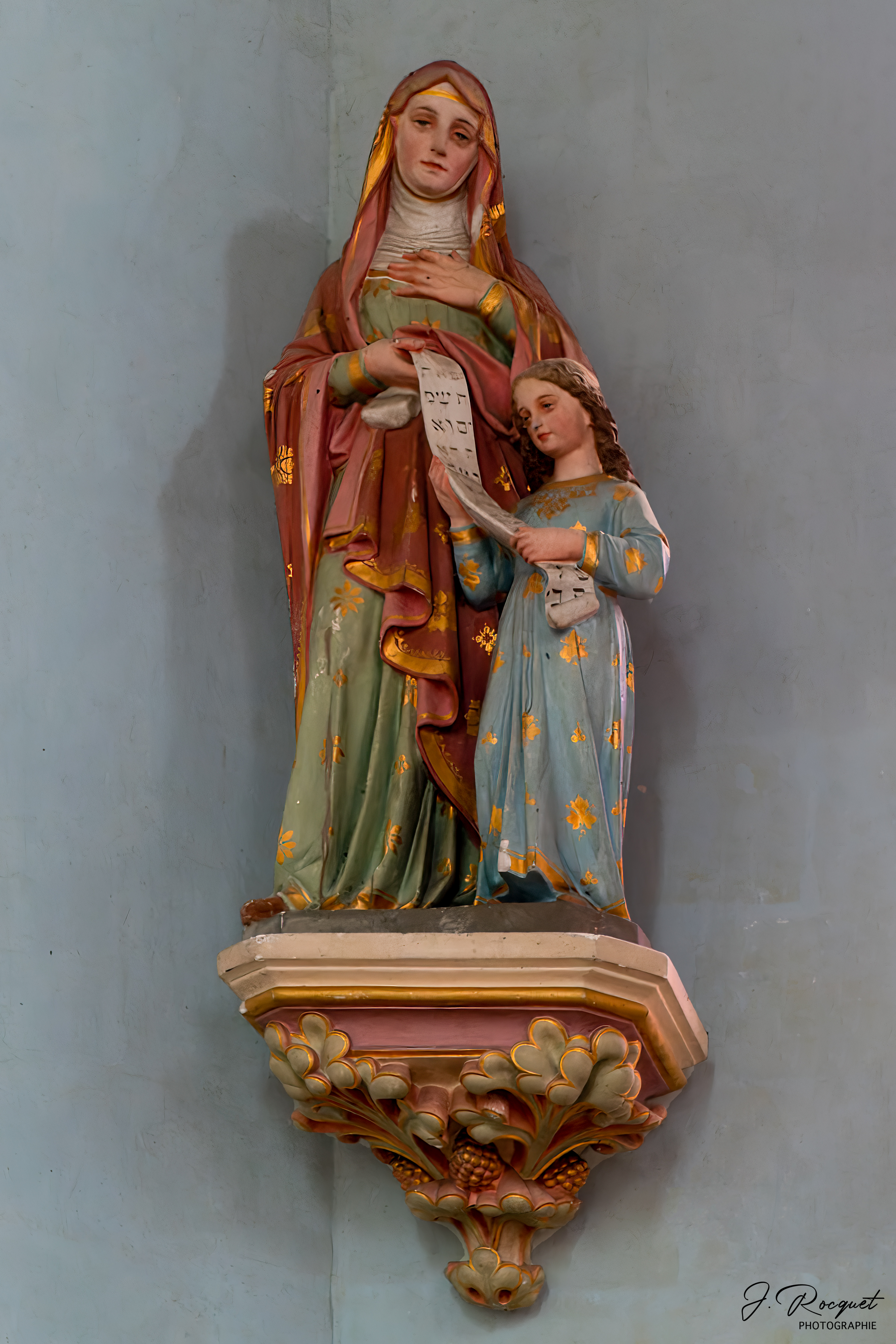
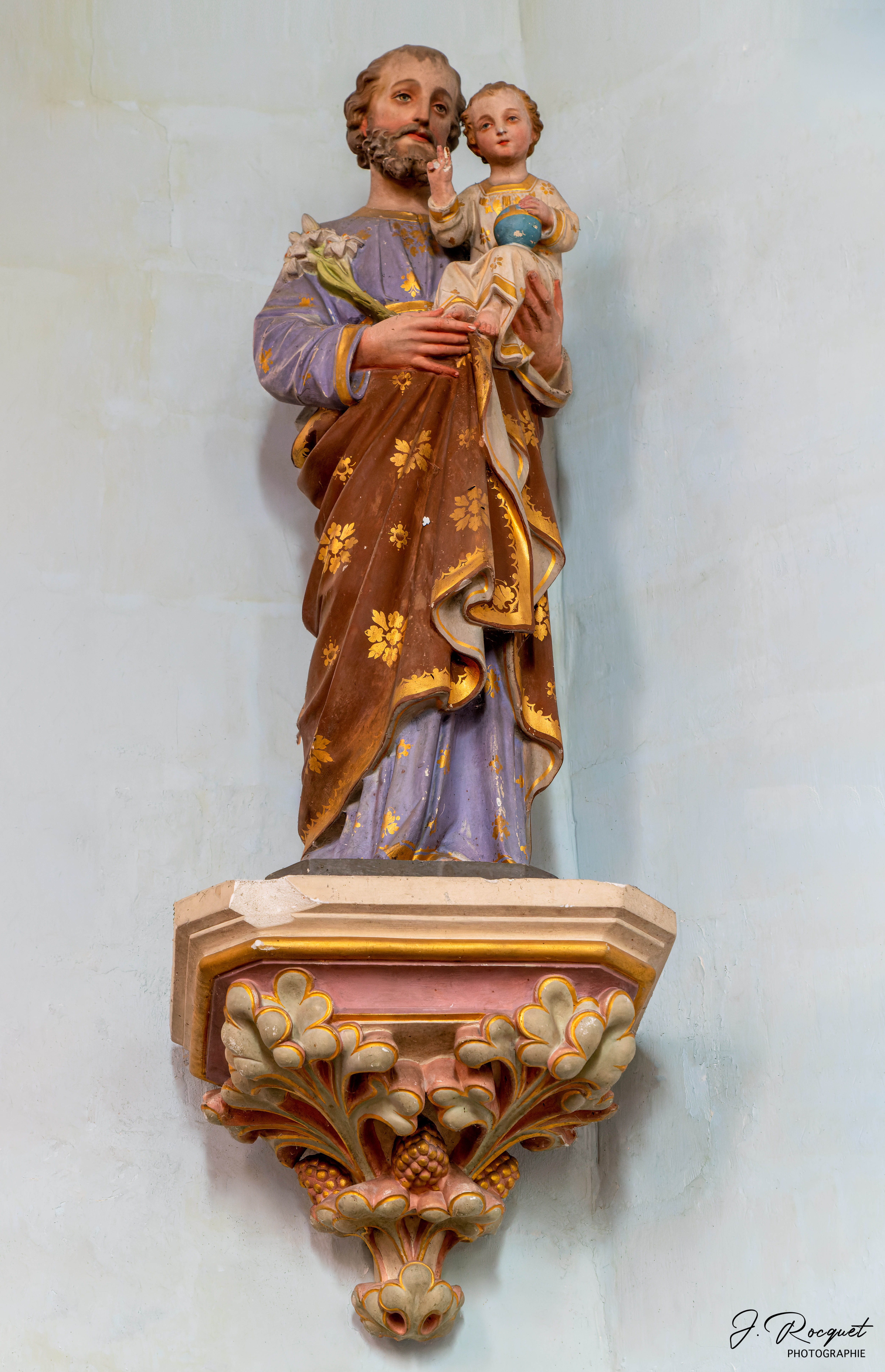
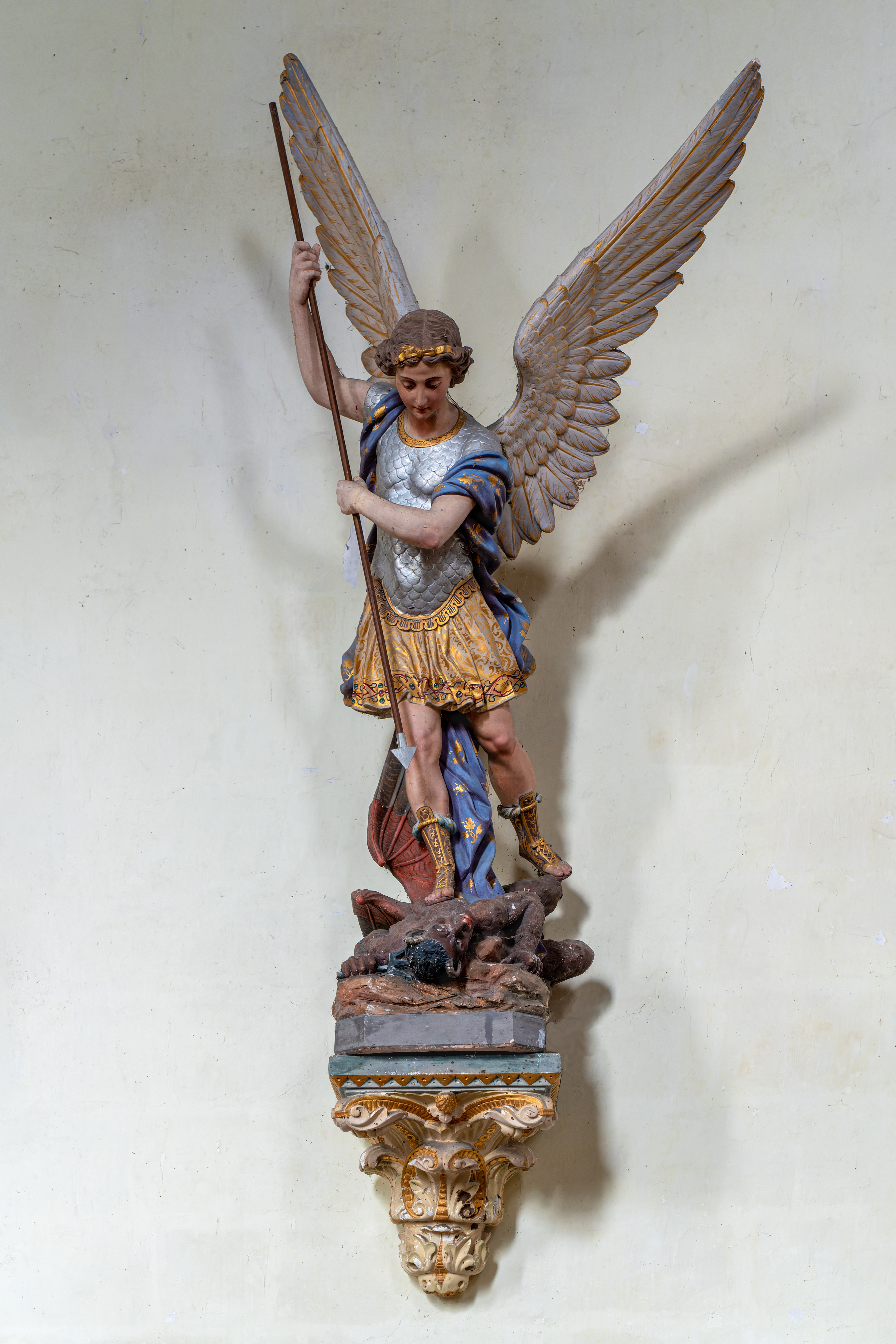

- Le monument aux morts, commun avec Estréelles[46]..

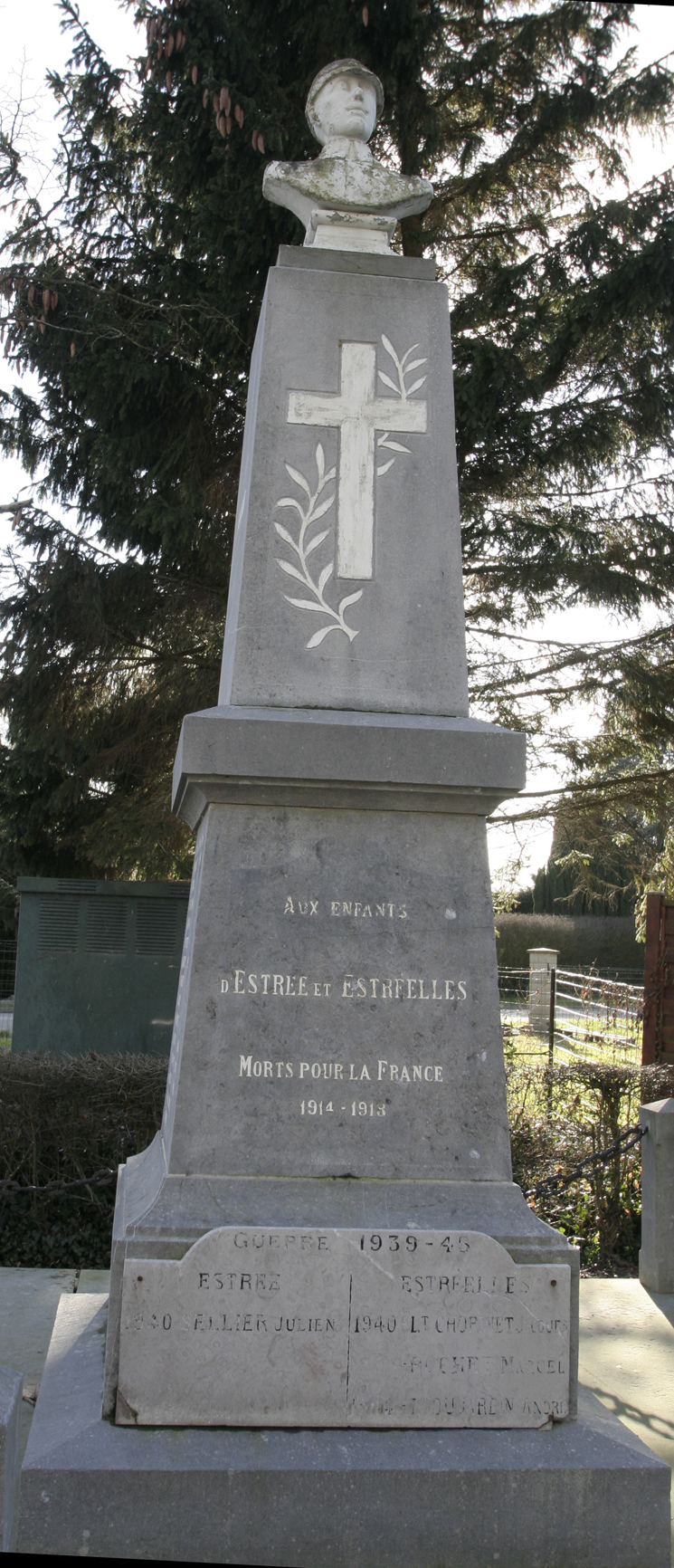
Le monument aux morts.

- La seigneurie d'Estrée, datant du Moyen Âge, aujourd'hui transformée en chambres d'hôtes, est située à côté de l'église.

### Héraldique
| Blason de Estrée (Pas-de-Calais) | Blason  | De gueules à l'aigle d'argent, becquée, lampassée et membrée d'or.       |
| Blason de Estrée (Pas-de-Calais) | Détails | Armes des Blondel de Joigny. Adopté par la municipalité le 29 mars 1994. |

## Pour approfondir

#### Bases de données, dictionnaires et encyclopédies
- Ressources relatives à la géographie :   - Insee (communes)
  - Ldh/EHESS/Cassini
- Ressource relative à plusieurs domaines :   - Annuaire du service public français

### INSEE
1. 1 2  « Dossier complet - commune Estrée (Pas-de-Calais) - Revenus et pauvreté des ménages en 2021 - REV T1 - Ménages fiscaux de l'année 2021 », sur le site de l'Insee (consulté le 11 mai 2025).
2. ↑  « Dossier complet - Département du Pas-de-Calais - Revenus et pauvreté des ménages - REV T1 - Ménages fiscaux de l'année 2021 », sur le site de l'Institut national de la statistique et des études économiques (consulté le 11 mai 2025).
3. ↑  « Dossier complet - France métropolitaine - Revenus et pauvreté des ménages - REV T1 - Ménages fiscaux de l'année 2021 », sur le site de l'Institut national de la statistique et des études économiques (consulté le 11 mai 2025).